# Бейкер, Колин (актёр)
Колин Бейкер (англ. Colin Baker; род. 8 июня 1943, Уотерлу, Большой Лондон) — британский актёр, наиболее известный благодаря роли Шестого Доктора в научно-фантастическом телесериале «Доктор Кто», которую он исполнял с 1984 по 1986 годы.

## Биография
Колин Бейкер родился в Лондоне, но в раннем возрасте переехал в Рочдейл. Он учился в Колледже Святого Беде в Манчестере, стремясь стать солиситором. В 23 года изменил свои намерения и поступил в Лондонскую академию музыкального и драматического искусства, где учился вместе с Дэвидом Суше.

## Карьера

### Ранние годы
Первой ролью Колина Бейкера на телевидении стала эпизодическая роль в фильме компании BBC по мотивам книги Жан-Поля Сартра «Дорога к свободе». Вторично он появился в кино в роли Анатоля Курагина в фильме «Война и мир». Его выдающейся ролью в 70-е стала роль преступника Поля Мерроуни в сериале «Братья», которую он исполнял в 1974—1976 годах. Также Колин Бейкер появился в заключительном эпизоде сериала «Падение орлов» в роли Принца-наследника Австрийской Империи Вилли.

### Доктор Кто

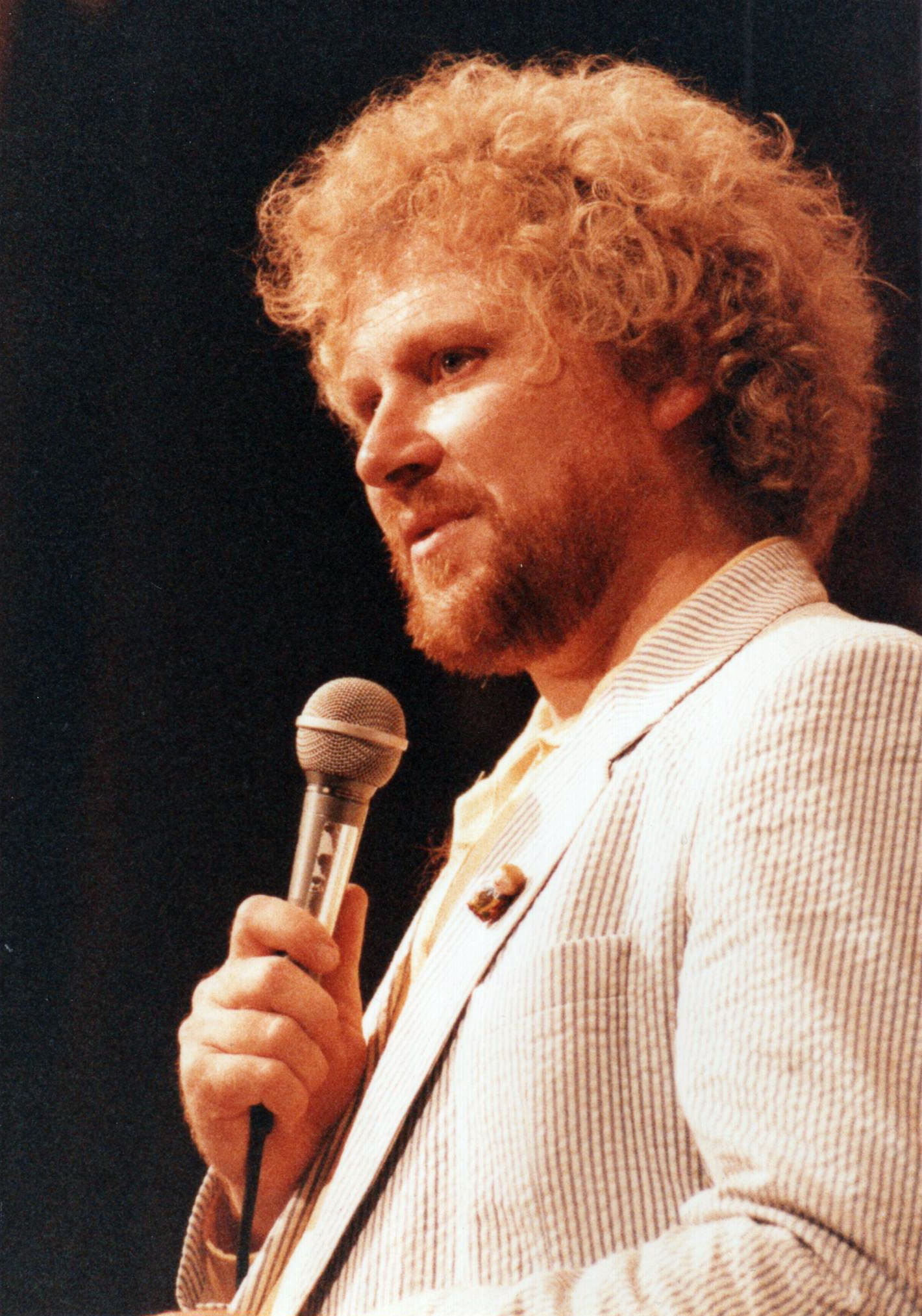
Бейкер на фестивале «Whovent» в сентябре 1986 года.

Впервые в сериале «Доктор Кто» Колин Бейкер появился в роли Командора Максила в серии «Арка бесконечности». Первое появление Бейкера в роли Доктора состоялось в конце серии «Пещеры Андрозани». В заключительных титрах имя Бейкера стояло раньше имени Питера Дэвисона. Это был первый раз, когда нового Доктора поставили раньше того, что заканчивал играть.
Эра Колина Бейкера в «Докторе Кто» длилась 18 месяцев, в течение которых он снялся в трёх сезонах сериала, принял участие в записи радиоэпизода, а также в театральной постановке «Доктор Кто: большое приключение».
В своем интервью в 1986 году Бейкер заявил, что хотел бы побить рекорд своего однофамильца Тома Бейкера. Однако в том же году роль Доктора перешла к Сильвестру Маккою.

### После «Доктора Кто»
В 1990-х годах Бейкер снялся в картине «Авария».
Колин Бейкер является единственным актёром, который пишет историю о «своей» эре Шестого Доктора. В 1992 году вышли книги «Сделка» и «Короткое замыкание». В 1994 году — «Возраст хаоса», а в 2001 году — «Крылья бабочки».
С 1995 года он регулярно пишет колонку в местную газету «Bucks Free Press».
В 2003 году он появился в передаче «Top Gear», в которой испытывал автомобиль Honda Civic.
В 2005 году он снялся в комедийном скетч-шоу Маленькая Британия, но сцены с его участием были удалены.
В 2006 году Колин Бейкер сыграл в спектакле «Незнакомцы в поезде» в Театре Бромли.

## Личная жизнь
Первой женой Колина Бейкера была актриса Лиза Годдард. Их брак продлился 18 месяцев и закончился разводом. В 1982 году Колин женился на актрисе Мэрион Уайатт, от которой имеет четырёх дочерей. У них также был сын, который умер от синдрома внезапной детской смерти.